# 1949 en Pologne
Cette page recense tous les événements médiatiques important de l'année 1949 en Pologne.

## Titulaires

### Membres du gouvernement
- Président - Bolesław Bierut [1]
- Premier ministre - Józef Cyrankiewicz

## Événements

Carte économique de la Pologne

- Le Plan Triennal (en)  prend fin.

### Septembre
- 2 septembre – Création de la Société des combattants pour la liberté et la démocratie.

## Naissances
- 15 avril – Aleksandra Ziółkowska-Boehm, écrivaine
- 4 mai – Stanisław Stolarczyk, journaliste, reporter, écrivain
- 18 juin
  - Jarosław Kaczyński, Premier ministre de Pologne
  - Lech Kaczyński, Premier ministre de Pologne (décédé en 2010)
- 3 octobre 1949 : Svika Pick, chanteuse pop, auteur-compositeur, compositeur et personnalité de la télévision israélienne (décédée en 2022 )

## Décès
- 5 juin - Emilia Malessa, membre de Liberté et Indépendance, qui se suicide en prison (née en 1907)
- 24 juillet : Konstanty Skirmunt, ministre des Affaires étrangères 1921-1922 (né en 1866)
- 27 décembre : Antoni Ponikowski, homme politique (né en 1878)